# Mikael Andersson
Mikael Andersson (né le 10 mai 1966 à Malmö en Suède) est un joueur professionnel de hockey sur glace.

## Carrière
En 1982, il débute avec le Frölunda HC en Elitserien. Il est repêché par les Sabres de Buffalo au 1er tour, 18e au total, au repêchage d'entrée dans la LNH 1984. Il part alors en Amérique du Nord. La même année, il débute dans la Ligue nationale de hockey. En 1989-1990, il est réclamé par les Whalers de Hartford. Assigné dans la Ligue américaine de hockey, il remporte la Coupe Calder 1991 avec les Indians de Springfield. En 1992, il signe un contrat avec le Lightning de Tampa Bay. Le 20 mars 1999, il est échangé avec Sandy McCarthy aux Flyers de Philadelphie pour Colin Forbes et un choix de quatrième ronde en 1999 (Michal Lanicek). Le 15 février 2000, il est échangé avec un choix de repêchage aux Islanders de New York en retour de Gino Odjick. Il joue dix neuf matchs avec les Islanders avant de revenir à Frölunda. En 2003, il met un terme à sa carrière.

## Carrière internationale
Il a représenté la Suède au niveau international. Il a notamment été championnat du monde en 1992. En 1998, il a participé aux Jeux Olympiques de Nagano.

## Trophées et honneurs personnels
- Suède
  - 1984 : élu junior de l'année.

## Parenté dans le sport
Il est le frère de Niklas Andersson également joueur professionnel.

## Statistiques
Pour les significations des abréviations, voir Statistiques du hockey sur glace.
| Saison     | Équipe                 | Ligue      |     | Saison régulière | Saison régulière | Saison régulière | Saison régulière | Saison régulière |    | Séries éliminatoires | Séries éliminatoires | Séries éliminatoires | Séries éliminatoires | Séries éliminatoires |
| Saison     | Équipe                 | Ligue      | PJ  | B                | A                | Pts              | Pun              | PJ               | B  | A                    | Pts                  | Pun                  |                      |                      |
| 1982-1983  | Frölunda HC            | Elitserien | 1   | 1                | 0                | 1                | 0                | --               | -- | --                   | --                   | --                   |                      |                      |
| 1983-1984  | Frölunda HC            | Elitserien | 18  | 0                | 3                | 3                | 0                | --               | -- | --                   | --                   | --                   |                      |                      |
| 1984-1985  | Frölunda HC            | Division 1 | 36  | 19               | 13               | 32               | 20               | --               | -- | --                   | --                   | --                   |                      |                      |
| 1985-1986  | Americans de Rochester | LAH        | 20  | 10               | 4                | 14               | 6                | --               | -- | --                   | --                   | --                   |                      |                      |
| 1985-1986  | Sabres de Buffalo      | LNH        | 32  | 1                | 9                | 10               | 4                | --               | -- | --                   | --                   | --                   |                      |                      |
| 1986-1987  | Americans de Rochester | LAH        | 42  | 6                | 20               | 26               | 14               | 9                | 1  | 2                    | 3                    | 2                    |                      |                      |
| 1986-1987  | Sabres de Buffalo      | LNH        | 16  | 0                | 3                | 3                | 0                | --               | -- | --                   | --                   | --                   |                      |                      |
| 1987-1988  | Americans de Rochester | LAH        | 35  | 12               | 24               | 36               | 16               | --               | -- | --                   | --                   | --                   |                      |                      |
| 1987-1988  | Sabres de Buffalo      | LNH        | 37  | 3                | 20               | 23               | 10               | 1                | 1  | 0                    | 1                    | 0                    |                      |                      |
| 1988-1989  | Americans de Rochester | LAH        | 56  | 18               | 33               | 51               | 12               | --               | -- | --                   | --                   | --                   |                      |                      |
| 1988-1989  | Sabres de Buffalo      | LNH        | 14  | 0                | 1                | 1                | 4                | --               | -- | --                   | --                   | --                   |                      |                      |
| 1989-1990  | Whalers de Hartford    | LNH        | 50  | 13               | 24               | 37               | 6                | 5                | 0  | 3                    | 3                    | 2                    |                      |                      |
| 1990-1991  | Indians de Springfield | LAH        | 26  | 7                | 22               | 29               | 10               | 18               | 10 | 8                    | 18                   | 12                   |                      |                      |
| 1990-1991  | Whalers de Hartford    | LNH        | 41  | 4                | 7                | 11               | 8                | --               | -- | --                   | --                   | --                   |                      |                      |
| 1991-1992  | Whalers de Hartford    | LNH        | 74  | 18               | 29               | 47               | 14               | 7                | 0  | 2                    | 2                    | 6                    |                      |                      |
| 1992-1993  | Lightning de Tampa Bay | LNH        | 77  | 16               | 11               | 27               | 14               | --               | -- | --                   | --                   | --                   |                      |                      |
| 1993-1994  | Lightning de Tampa Bay | LNH        | 76  | 13               | 12               | 25               | 23               | --               | -- | --                   | --                   | --                   |                      |                      |
| 1994-1995  | Lightning de Tampa Bay | LNH        | 36  | 4                | 7                | 11               | 4                | --               | -- | --                   | --                   | --                   |                      |                      |
| 1994-1995  | Frölunda HC            | Elitserien | 7   | 1                | 0                | 1                | 31               | --               | -- | --                   | --                   | --                   |                      |                      |
| 1995-1996  | Lightning de Tampa Bay | LNH        | 64  | 8                | 11               | 19               | 2                | 6                | 1  | 1                    | 2                    | 0                    |                      |                      |
| 1996-1997  | Lightning de Tampa Bay | LNH        | 70  | 5                | 14               | 19               | 8                | --               | -- | --                   | --                   | --                   |                      |                      |
| 1997-1998  | Lightning de Tampa Bay | LNH        | 72  | 6                | 11               | 17               | 29               | --               | -- | --                   | --                   | --                   |                      |                      |
| 1998-1999  | Lightning de Tampa Bay | LNH        | 40  | 2                | 3                | 5                | 4                | --               | -- | --                   | --                   | --                   |                      |                      |
| 1998-1999  | Flyers de Philadelphie | LNH        | 7   | 0                | 1                | 1                | 0                | 6                | 0  | 1                    | 1                    | 2                    |                      |                      |
| 1999-2000  | Flyers de Philadelphie | LNH        | 36  | 2                | 3                | 5                | 0                | --               | -- | --                   | --                   | --                   |                      |                      |
| 1999-2000  | Islanders de New York  | LNH        | 19  | 0                | 3                | 3                | 4                | --               | -- | --                   | --                   | --                   |                      |                      |
| 2000-2001  | Frölunda HC            | Elitserien | 48  | 10               | 6                | 16               | 12               | 3                | 0  | 0                    | 0                    | 2                    |                      |                      |
| 2001-2002  | Frölunda HC            | Elitserien | 47  | 14               | 15               | 29               | 65               | 9                | 0  | 1                    | 1                    | 6                    |                      |                      |
| 2002-2003  | Frölunda HC            | Elitserien | 43  | 6                | 6                | 12               | 43               | 16               | 1  | 3                    | 4                    | 6                    |                      |                      |
| Totaux LNH | Totaux LNH             | Totaux LNH | 761 | 95               | 169              | 264              | 134              | 25               | 2  | 7                    | 9                    | 10                   |                      |                      |